# Иосиф (Королёв)
Епи́скоп Ио́сиф (в миру Оле́г Генна́дьевич Королёв; род. 16 сентября 1977, Бийск, Алтайский край, РСФСР) — архиерей Русской православной церкви, епископ Можайский, викарий патриарха Московского и всея Руси. Наместник Оптиной пустыни. Церковный историк, преподаватель Калужской духовной семинарии.
Тезоименитство — 9 (22) мая (память преподобного Иосифа Оптинского).

## Биография
Родился 16 сентября 1977 года в городе Бийске Алтайского края в семье рабочих. После окончания средней школы поступил в Алтайский политехнический техникум города Бийска и окончил два курса. По собственному признанию, «в четырнадцать лет я почувствовал, что меня тянет к Богу, и я стал ходить в храм через весь город. Потом и мои родители тоже приобщились к Господу».
В 1994 году поступил послушником в Пафнутьево-Боровский монастырь Калужской епархии. Был келейником у духовника монастыря, схиархимандрита Власия (Перегонцева). В 2000 году стал принимать участие в восстановлении Покровской церкви в Боровске, которая являлась подворьем монастыря.
14 марта 2002 года пострижен в иночество с именем Иосиф в честь преподобного Иосифа Волоцкого, 14 декабря рукоположён в сан иеродиакона. 25 марта 2005 года пострижен в мантию с именем Иосиф в честь преподобного Иосифа Оптинского, 10 апреля рукоположён в сан иеромонаха.
В 2008 году заочно окончил Калужскую духовную семинарию. Его дипломная работа была посвящена Пафнутьево-Боровскому монастырю.
В 2008 году назначен настоятелем подворья Пафнутьево-Боровского монастыря — храма Покрова Пресвятой Богородицы в Боровске. 18 октября 2010 года после совершения реставрационных работ храм был освящён митрополитом Калужским и Боровским Климентом.
В 2013 году назначен главным редактором издательства Пафнутьево-Боровского монастыря. В 2014 году заочно окончил Московскую духовную академию. С сентября 2014 года стал преподавать общую церковную историю в Калужской духовной семинарии. С 2015 года внештатный рецензент издательского совета Русской православной церкви, член научно-редакционного совета по выпуску «Летописи жизни и творений святителя Феофана, Затворника Вышенского». С 2016 года член градостроительного совета города Боровска С 2016 года руководитель духовно-просветительского центра «Покров» в городе Боровске, при котором с 2018 года действует православная гимназия. 8 февраля 2019 года на заседании учёного совета Калужской духовной семинарии назначен главой созданного тогда же издательства Калужской духовной семинарии. Тогда же решено было начать издание «Трудов по русской патрологии» для публикации ранее неизданных материалов по русской патрологии: писем, дневников, неопубликованных проповедей и богословских сочинений. Главным редактором издания стал митрополит Климент (Капалин), а его заместителем — иеромонах Иосиф (Королёв).
14 ноября 2019 года в Московской духовной академии защитил диссертацию «История Свято-Пафнутьева Боровского монастыря в XV—XVII веках» на соискание учёной степени кандидата богословия.

### Архиерейское служение
11 марта 2020 года решением Священного синода Русской православной церкви избран епископом Тарусским, викарием Калужской епархии. 21 марта в Свято-Троицком кафедральном соборе города Калуги митрополитом Калужским и Боровским Климентом возведён в сан архимандрита. 18 августа в тронном зале патриарших покоев храма Христа Спасителя в Москве состоялось его наречение во епископа. 19 августа в храме Христа Спасителя состоялась его епископская хиротония, которую совершили патриарх Кирилл, митрополит Воскресенский Дионисий (Порубай), митрополит Калужский и Боровский Климент (Капалин), митрополит Ярославский и Ростовский Вадим (Лазебный), архиепископ Песоченский и Юхновский Максимилиан (Лазаренко), епископ Козельский и Людиновский Никита (Ананьев), епископ Бийский и Белокурихинский Серафим (Савостьянов).
30 января 2021 года назначен исполняющим обязанности наместника Пафнутьева Боровского монастыря.
29 декабря 2021 года решением Священного синода Русской православной церкви назначен наместником Введенского ставропигиального мужского монастыря Оптина пустынь и викарием патриарха Московского и всея Руси с титулом «Можайский».
18 июля 2022 года за богослужением в Троице-Сергиевой Лавре патриархом Кириллом поставлен в игумена с вручением игуменского посоха.

## Публикации
книги
- Рождества Богородицы Свято-Пафнутиев Боровский мужской монастырь / [авт. текста: иер. Иосиф (Королев), Н. Малахова]. М: Евразия Экс-пресс, 2011. — 191 с.

статьи
- Преподобный Пафнутий Боровский и его отношение к независимости Русской Церкви от Константинопольского патриарха // Церковь и время. 2018. — № 4 (85). — С. 55-65.
- Преподобный Пафнутий Боровский и русский исихазм // Богословско-исторический сборник. 2018. — Вып. 10. — Калуга: Калужская духовная семинария — С. 48-56.
- Святитель Иона Московский и преподобный Пафнутий Боровский: история конфликта // Богословско-исторический сборник. 2018. — Вып. 11. Калуга. — С. 64-70.
- Заметки епископа Феофана Затворника на статью о греко-болгарской схизме (подготовка к публикации, предисловие и примечания — иеромонах Иосиф (Королев)) // Богословско-исторический сборник. 2018. — Вып. 12. Калуга: Калужская духовная семинария. — C. 21-39
- Осада Пафнутиева монастыря 1610 г. в свете вновь открытых источников // Богословско-исторический сборник. 2018. — Вып. 12. Калуга: Калужская духовная семинария. — С. 77-85.
- Родословие преподобного Пафнутия Боровского: попытка исследования // Богословско-исторический сборник. 2019. — Вып. 13. — Калуга: Калужская духовная семинария — С. 98-109.
- Настоятельство преподобного Иосифа Волоцкого в Пафнутьевом Боровском монастыре (1477—1479) // Вестник Екатеринбургской духовной семинарии. 2019. — № 1 (25). — С. 87-101.
- Пафнутиев Боровский в честь Рождества Богородицы мужской монастырь // Православная энциклопедия. — М., 2019. — Т. LV : Пасхальные споры — Петр Дамаскин. — С. 76—90. — 39 000 экз. — ISBN 978-5-89572-062-2.
- Письма святителя Феофана к афонскому схимонаху Денасию (Юшкову) (подготовил к печати Иеромонах Иосиф (Королев)) // Труды по русской патрологии. 2019. — Вып. 3. — C. 79-97
- Переписка святителя Феофана Затворника с игуменом Антонием (Бочковым) // Труды по русской патрологии. Вып. 1. Калуга: Калужская духовная семинария, 2019. — 182 с. — C. 128—155
- Литургический аспект монашеской жизни в Пафнутиевом Боровском монастыре в XV веке // Богословско-Исторический сборник. 2020. — № 1 (16). — C. 129—141.
- Записка К. К. Зедергольма о взаимоотношениях русского и греческого духовенства и ответ на нее святителя Феофана (подготовка к публикации, предисловие, комментарии — епископ Иосиф (Королев)) // Труды по русской патрологии. № 4 (8). — Калуга, 2020. — С. 117—130.
- Канонизация преподобного Пафнутия Боровского // Богословско-исторический сборник. № 1 (20). — Калуга, 2021. — С. 86-99.
- Любовь к родине в духовном наследии старцев Оптиной пустыни // Труды по русской патрологии. № 1 (25). — Калуга, 2025. — С. 54-73.

интервью
- Сергей Коротков. С Божьей помощью. Весть News (20 августа 2013).
- Монастырь основателем стоит // pravchtenie.ru, 21 ноября 2019